# 佐久市立平根小学校
佐久市立平根小学校（さくしりつ ひらねしょうがっこう）は、長野県佐久市に位置する市立小学校。
設立から130年を越える伝統校である。また、教室は浅間山に面している。

## 沿革

### 年表
- 1873年 - 第6大学区第17中学区第76公立小学校横根中央19番地屋敷数に敬楽学校設立
- 1874年 - 第6大学区第17中学区第76番公立学校上平尾村の西方東照寺を仮用し平尾学校設立
- 1875年 - 第6大学区第17中学区第76番公立学校下平尾村の寅の方、渓徳寺を仮用し平章学校設立
- 1882年 - 平章学校を下平尾学校と改称、村立平尾学校設立
- 1889年 - 敬楽学校、下平尾学校、平尾学校が合併、し平根尋常小学校が発足
- 1901年 - 平根尋常高等学校に改称、尋常科4年、高等科2年になる
- 1902年 - 現在地に校舎落成
- 1906年 - 勅令第52号義務教育年限延長の改正令に基づき、尋常科6年になる
- 1941年 - 平根国民学校に改称、講堂を新築
- 1947年 - 学制改革により平根小学校に改称（同時に中学校も設立）
- 1950年 - 北校舎中央付近から出火、平根小中学校の校舎焼失。また再建中に事故、1人死亡
- 1951年 - 小学校校舎、中学校校舎を新築
- 1953年 - 完全給食開始
- 1962年 - プール竣工
- 1965年 - 校章を制定
- 1968年 - 1950年の事故で死亡した推進委員の慰霊碑を建立
- 1987年 - 新校舎引き渡し式
- 1988年 - 新プール引き渡し式
- 1989年 - 新体育館引き渡し式
- 1998年 - コンピュータールーム設置

## 教育方針

### 学校目標
1. 聡く - 自ら考え行動する子
2. 明るく - 思いやりのある心の美しい子
3. たくましく - 健康な体とがまん強い子

## 所在地
- 〒385-0002　長野県佐久市大字上平尾96番地